# لابلو کمپانیز

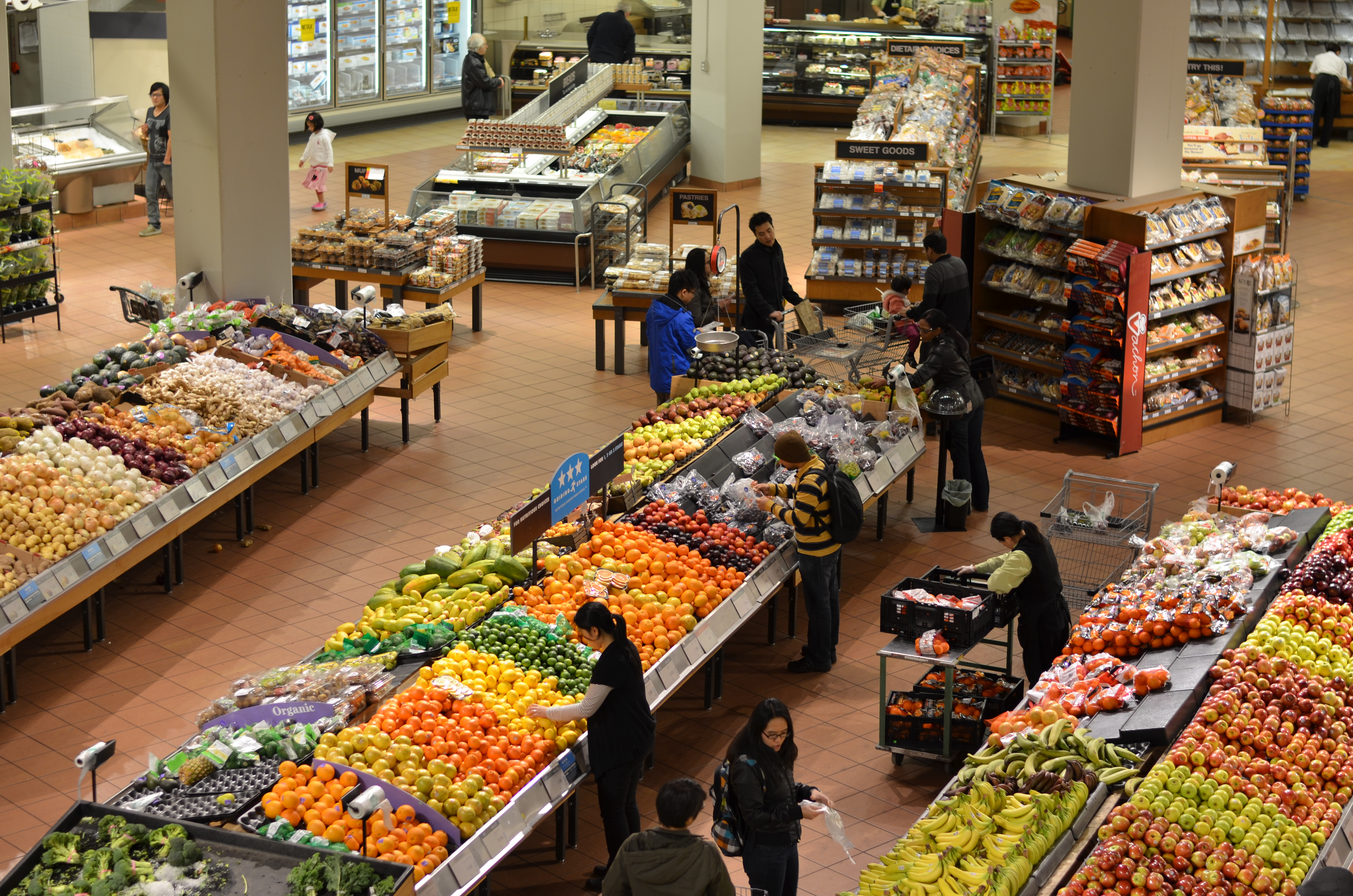
شعبه‌ای از لابلو

لابلو کمپانیز (به انگلیسی: Loblaw Companies) شرکت خرده‌فروشی کانادایی است، که مالک شبکه‌ای از ۱٫۰۰۰ شعبه سوپرمارکت، هایپرمارکت وسوپراستور با بیش از ۲۲ برند مختلف می‌باشد. این شرکت از زیرمجموعه‌های شرکت جورج وستون محسوب می‌شود.
شرکت لابلو کمپانیز در سال ۱۹۱۹ توسط تئودور لابلو تأسیس شد. دفتر مرکزی این شرکت در شهر تورنتو، کانادا قرار دارد و بخشی از سهام آن در بازار بورس تورنتو معامله می‌شود.